# متندورف
متندورف (به آلمانی: Mettendorf) یک شهر در آلمان است که در بیتبورگ-پروم واقع شده‌است.